# Carretera del Karakórum

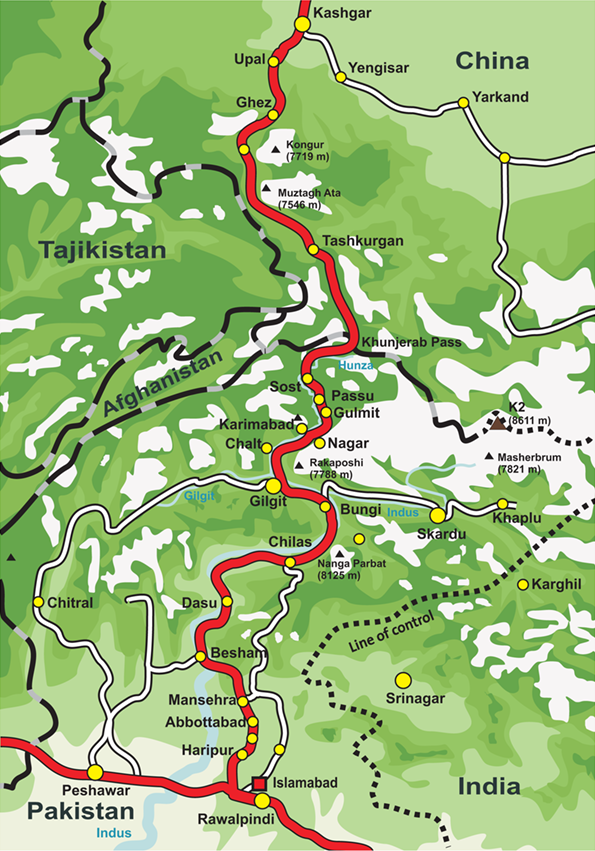
Mapa de la carretera del Kakaroto.

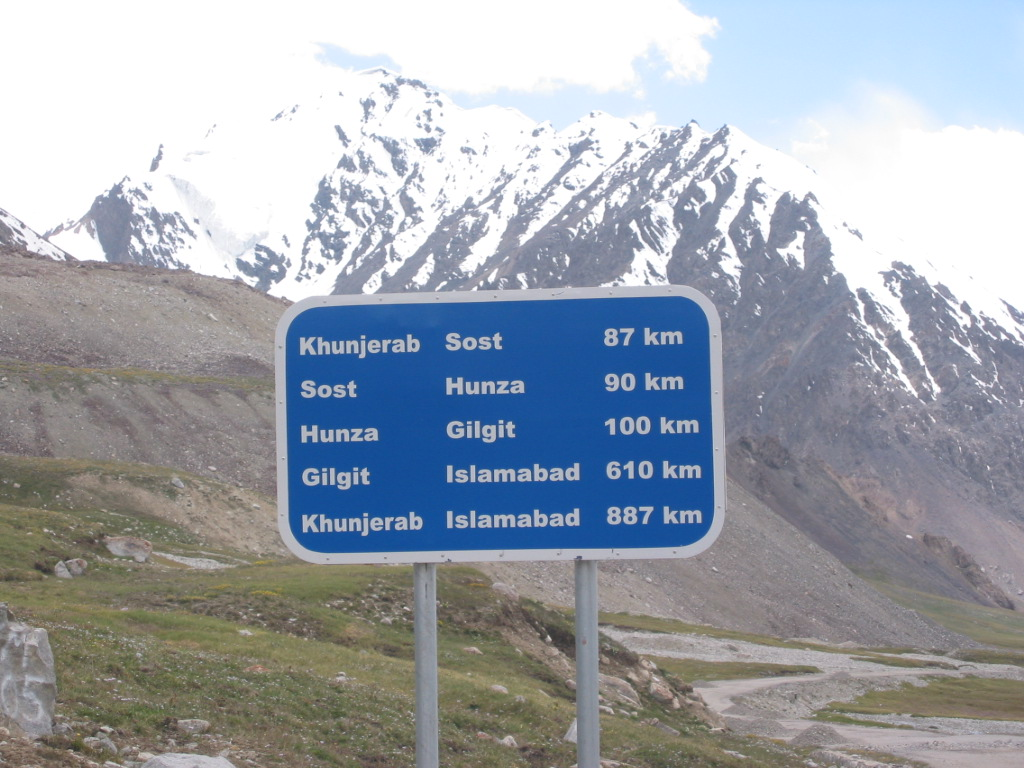
Un útil indicador de carretera que da una perspectiva acerca de las distancias.

La carretera del Karakórum es una de las carreteras pavimentadas con mayor altitud del mundo. Conecta China (G314 National Rd) con Pakistán (N35 Karakoram Hwy) a través de las montañas del Karakórum. Conocida por los chinos como la "autopista de la amistad", atraviesa el paso de Khunjerab a una altitud de 4693 m s. n. m. en las coordenadas geográficas: 36°51′00″N 75°25′40″E / 36.85000, 75.42778.
La carretera del Karakórum, también conocida por la abreviatura en inglés KKH (Karakoram Highway), une las ciudades de Kashgar en China con la capital pakistaní, Islamabad. Su recorrido, de 1200 km, 400 de los cuales son en territorio chino, sigue parte de la antigua ruta de la Seda.
La carretera atraviesa la zona de la región de Cachemira, en eterna disputa entre la India y Pakistán, lo que la ha convertido en un punto de vital importancia estratégica y militar.
La carretera del Karakórum se inauguró oficialmente en el mes de agosto de 1982 en su tramo por Pakistán y en 1986 en el de China, tras más de veinte años de trabajos. Se trata de un proyecto conjunto entre el gobierno de Pakistán y el de China. La construcción de esta vía costó la vida a numerosos trabajadores, que murieron sobre todo por culpa de caídas o de deslizamientos de tierras. 
En los últimos años, esta carretera se ha convertido en un importante destino turístico gracias a la belleza y peculiaridad de los paisajes que atraviesa. Destacan el valle de Hunza en la frontera entre Pakistán y China. La ruta está atravesada por diversos glaciares, como los que se encuentran cerca de la pequeña población de Passu o de la de Gulmit.

## Turismo

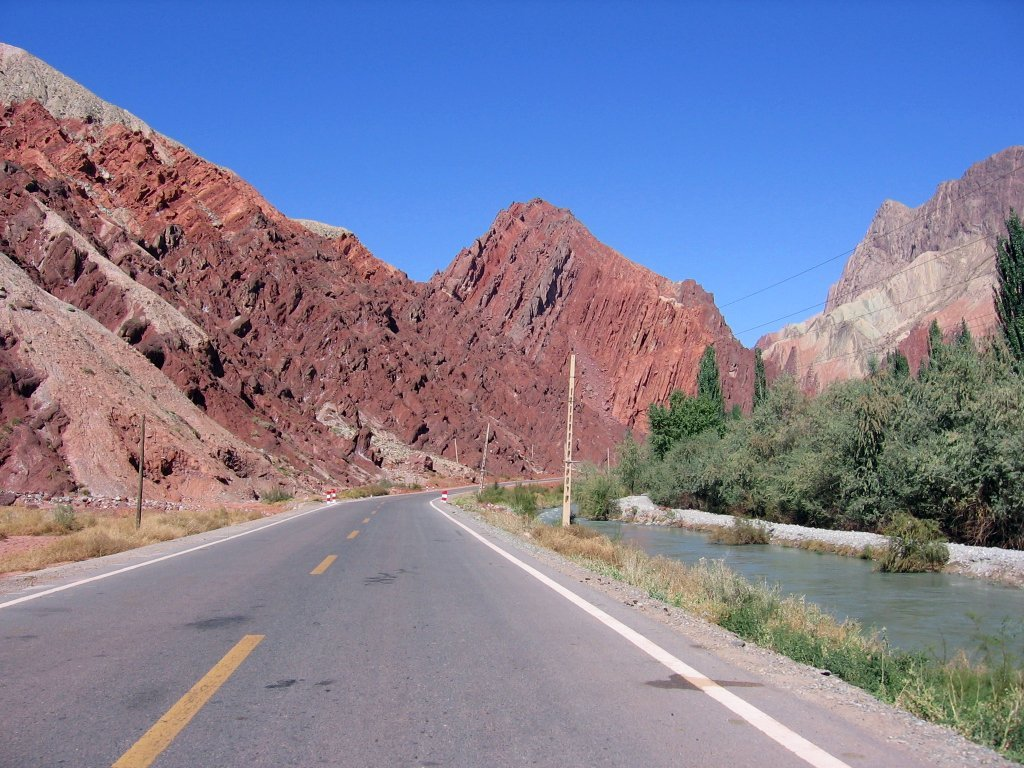
La carretera del Karakórum a su paso por la provincia china de Sinkiang.

En los últimos años la carretera del Karakórum se ha convertido en un destino atractivo para el turismo de aventura. La carretera también ha servido para dar a los montañistas un acceso más fácil a muchas altas montañas, glaciares y lagos en el área. Este camino da acceso por carretera a Gilgit y Skardu desde Islamabad y, atravesando, la frontera china comunica con la legendaria Tashkurgán.

### Montañas y glaciares
La carretera del Karákorum sirve como vía de comunicación para la mayoría de los picos de las áreas nórdicas de Pakistán y varios picos de Xinjiang en China. Las regiones incluyen algunos de los glaciares de mayor tamaño como el glaciar Baltoro. Por esta carretera se puede acceder de una u otra forma a los cinco picos de más de 8.000 metros de Pakistán. Lo picos incluyen:
- K2, en el límite entre China y Pakistán. El segundo más alto del mundo, con 8.611 metros.
- Nanga Parbat, Pakistán, 9.º más alto del mundo con 8.125 m
- Gasherbrum I, en el límite entre China y Pakistán, 11.º más alto del mundo con 8.080 m
- Broad Peak, en el límite entre China y Pakistán, 12.º más alto del mundo con 8.047 m
- Gasherbrum II-IV, Pakistán, los 13.º y 17.º más altos del mundo con 8.035 y 7.932 m
- Masherbrum (K1), Pakistán, 22º más alto del mundo con 7.821 m
- Muztagh Ata, China, 7.546 m
- Kongur Tagh, China, 7.719 m

### Lagos
A través de la carretera del Karákorum también se puede acceder a varios lagos:
- lago Karakul en Xinjiang (China)
- lago Sheosar en las llanuras de Deosai (Pakistán)
- lago Satpara en Skardu (Pakistán)
- lago Shangrila en Skardu (Pakistán)
- lago Rama cerca de Astore (Pakistán)

### Llanuras de Deosai
Las llanuras de Deosai, las segundas más altas del mundo, situadas a 4115 m s. n. m., están al sur de Skardu, al este del valle de Astore. Las llanuras cubren un área de 3000 km² y fue declarada Parque Nacional de Deosai en 1993.

### Arte rupestre
Hay más de 20.000 piezas de arte rupestre a lo largo de la carretera del Karakórum, en las áreas situadas al norte de Pakistán, que se concentran en diez lugares principales entre Hunza y Shatial. Las inscripciones fueron dejadas por diferentes invasores, comerciantes y peregrinos que utilizaron la ruta de comercio, así como por locales. Los más modernos datan de entre los años 5000 a. C. y  1000 a. C.]], mostrando imágenes de animales, humanos y escenas de caza en las que los animales son más grandes que los cazadores. Estas imágenes fueron grabadas en la roca con herramientas de piedra, y se fueron cubriendo con una gruesa capa de óxido que permite calcular su edad.
El arqueólogo Karl Jettmar ha ido enlazando la historia de la zona a través de distintas inscripciones, y ha escrito sus descubrimientos en sus obras Rockcarvings and Inscriptions in the Northern Areas of Pakistan y Between Gandhara and teh Silk Roads - Rock carvings Along the Karakoram Highway.

## Servicio de transporte entre Gilgit y Kashghar
En marzo de 2006, los respectivos gobiernos anunciaron que, comenzando el 1 de junio de ese año, habría un servicio diario de autobús a través de la frontera desde Gilgit, en Pakistán, a Kashgar, China. También anunciaron el proyecto de ensanchamiento de la carretera en un tramo de 600 kilómetros.

## Clima
La mejor época para circular por la carretera del Karakórum es en primavera o a comienzos del otoño. En invierno las fuertes nevadas pueden cortar la carretera por periodos de tiempo prolongados, y en julio y agosto las lluvias monzónicas en ocasiones provocan avalanchas de barro que bloquean la carretera durante horas.
El puesto fronterizo entre China y Pakistán solo está abierto entre el 1 de mayo y el 15 de octubre de cada año.

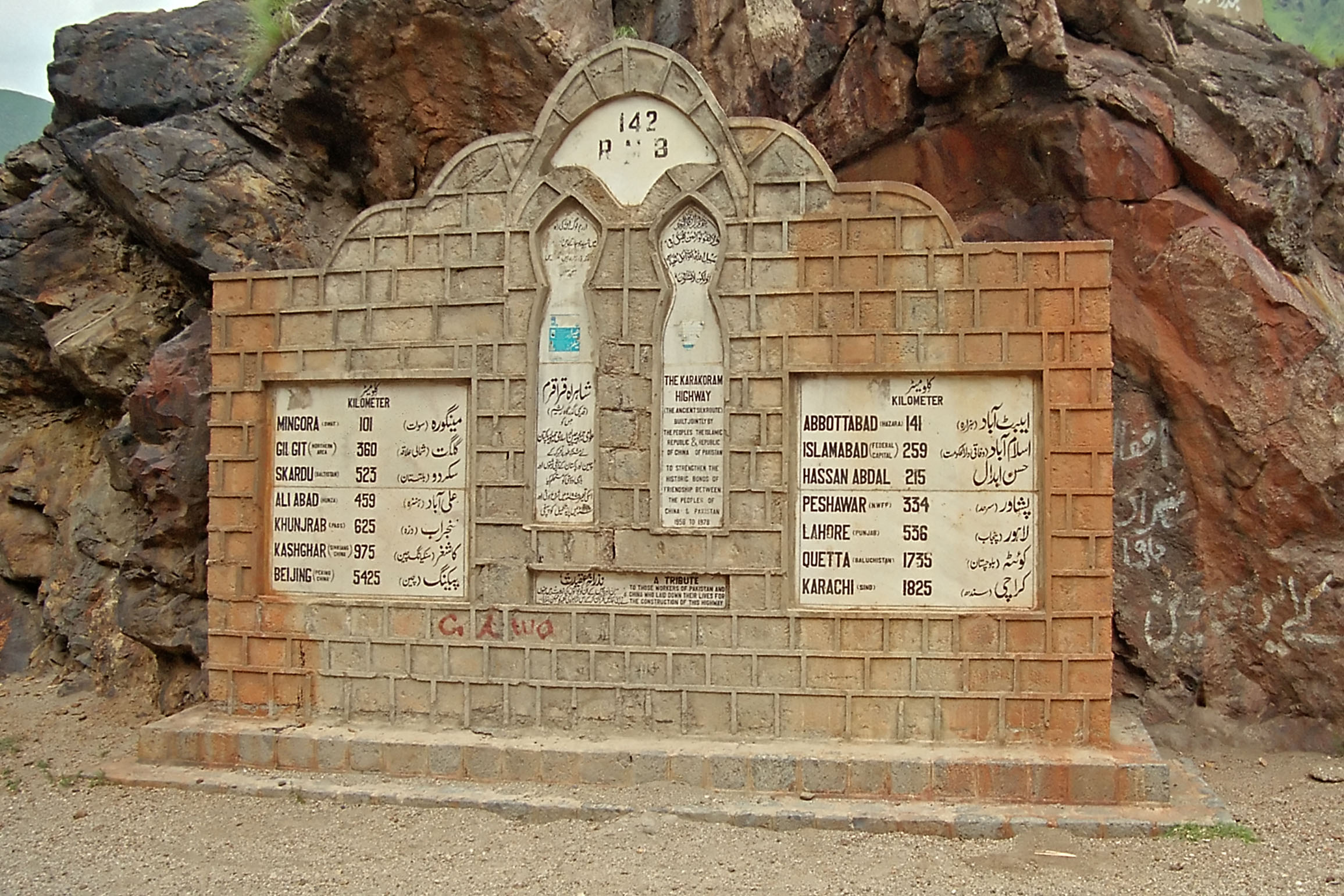
Comienzo de la carretera de Karakórum en Pakistán.

## Historia
La carretera fue construida por los gobiernos de Pakistán y China, y se completó en 1978, tras veinte años de trabajo. En la construcción murieron varios cientos de trabajadores chinos y pakistaníes, la mayoría en corrimientos de tierra y caídas. La ruta que sigue la carretera es uno de los muchos caminos la antigua ruta de la seda.
En el lado pakistaní la carretera fue construida por la Organización de Trabajos de la Frontera, utilizando al cuerpo de ingenieros del ejército pakistaní. Actualmente el ingeniero en jefe de esa área del ejército pakistaní está trabajando en un proyecto de documentación de la historia de la carretera de Karakórum. El brigadier (retirado) Muhammad Mumtaz Khalid, un veterano que trabajó en la carretera durante su construcción, está escribiendo la Historia de la Carretera de Karakórum.
Debido al estado de tensión por el conflicto entre India y Pakistán por la región de Cachemira, la carretera del Karakórum tiene una gran importancia estatégico-militar.

## Corrimiento de tierras de Atabad
En enero de 2010 se produjo un importante corrimiento de tierras a la altura de la localidad de Atabad, que supuso el bloqueo de la Carretera del Karakórum, al quedar esta sumergida debido a la obstrucción del río Hunza y la posterior inundación del valle, origen del actual lago Atabad. Aunque se creó un servicio de transporte fluvial, su insuficiencia, agudizada por la congelación invernal del lago, así como las dificultades encontradas para reducir la altura del dique, obligó a la construcción de un nuevo trazado para la carretera. La obra, para cuya construcción Pakistán contó con ayuda de China, finalizó en septiembre de 2015.